# Mine d'Ichinokawa
La mine d'Ichinokawa (市之川鉱山, Ichinokawa kōzan) est un important gisement d'antimoine situé à Saijō dans la préfecture d'Ehime au Japon. De grands cristaux de stibine de haute qualité extraits de cette mine sont exposés dans les musées et collections privées du monde entier.

## Histoire
Le gisement d'antimoine est découvert à Ichinokawa en 1679 par Chikanobu Uemonnojo de la famille Sogabe. Chikanobu ouvre les premières mines sur le site, qui ont été gérées en possession privée jusqu'en 1841 au moment où le domaine de Komatsu en prend possession. La direction est ensuite transférée à la préfecture d'Ishizuchi (future préfecture d'Ehime) en 1871. Elle est vendue à des propriétaires privés en 1874. Après une décennie de querelles entourant la propriété de la mine, à compter de 1879, le gouvernement décide de confier les droits d'exploitation à un groupe d'intervenants privés en 1889.
En raison de l'usage de l'antimoine dans la production de l'artillerie, les années les plus prospères de la mine coïncident avec la première guerre sino-japonaise, la guerre russo-japonaise, et la Première Guerre mondiale,. Après ce dernier conflit, la mine rentre dans une longue période de déclin.
Le groupe Sumitomo la rachète après la Seconde Guerre mondiale et la ferme définitivement en 1957.
Tandis que le site d'Ichinokawa reste presqu'inhabité de nos jours, durant les années fastes de la mine, il y eut plus de 4 000 résidents et 2 000 structures dans une communauté montagneuse. Contrairement à la mine de cuivre de Besshi dans la ville proche de Niihama, il reste de petites preuves de l'existence de la mine. Le principal vestige est l'entrée de la galerie Senga-kō, aujourd'hui scellée avec du béton. Le centre communautaire d'Ichinokawa, situé sur le site de l'ancienne école primaire d'Ichinokawa, près de l'entrée de la Senga-kō, dispose d'une salle où sont exposés des objets historiques liés à la mine. D'autre peuvent être vus au musée d'histoire local de Saijō et au musée de la science de la préfecture d'Ehime.

## Stibine d'Ichinokawa
De grands cristaux de stibine extraits à Ichinokawa sont présents dans les musées et collections privées du monde entier. Ces cristaux ont été exposés à l'exposition de Kyoto de 1871 et à l'exposition universelle de Paris de 1878 où ils ont été récompensés de médailles d'argent. Un grand exemplaire peut être vu dans la collection minéralogique du musée d'histoire naturelle de Londres.
Les méthodes d'extraction au marteau et au ciseau sont l'une des raisons de la grande qualité des cristaux de stibine extraits.

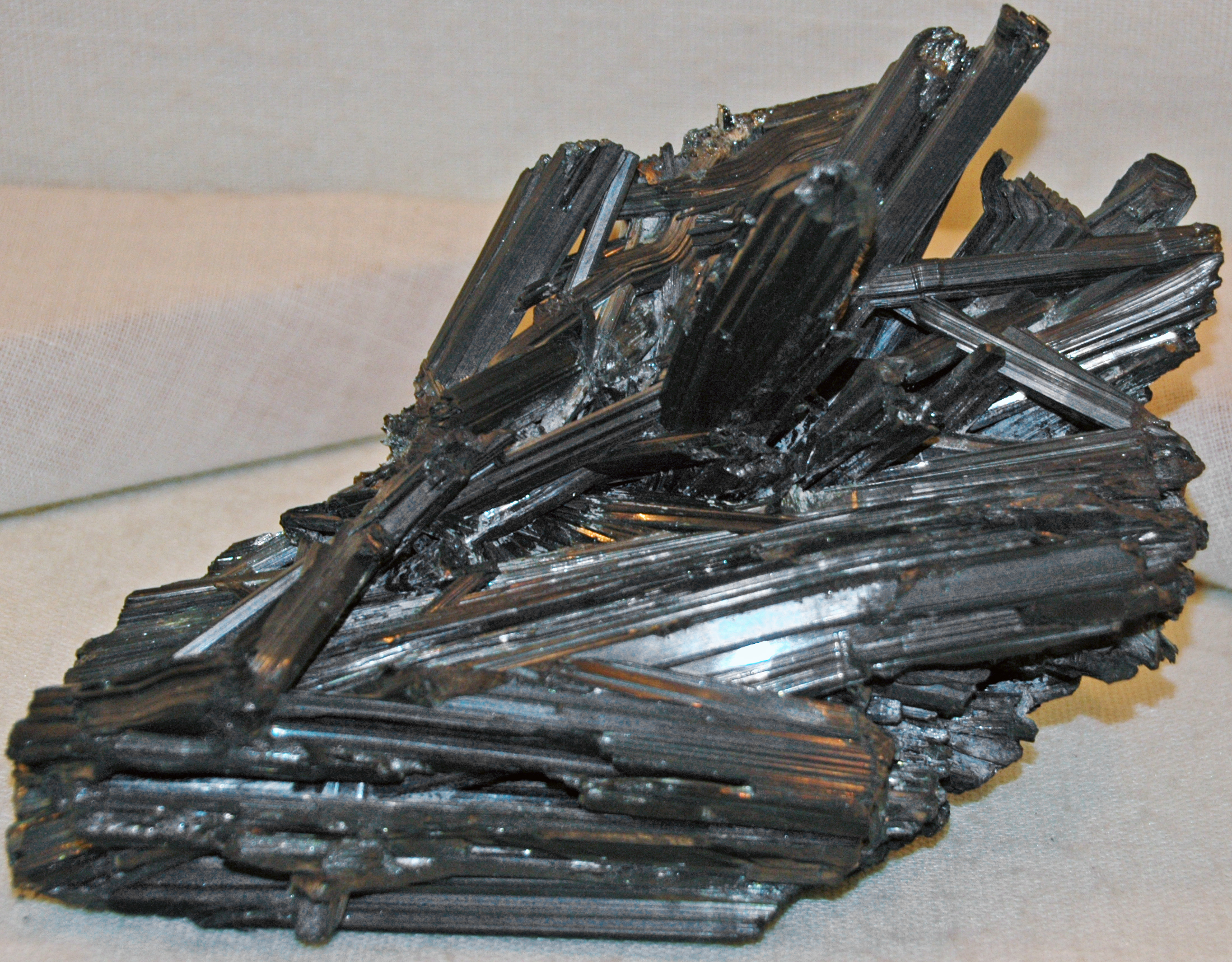
Stibine d'Ichinokawa au musée minéralogique de Harvard.
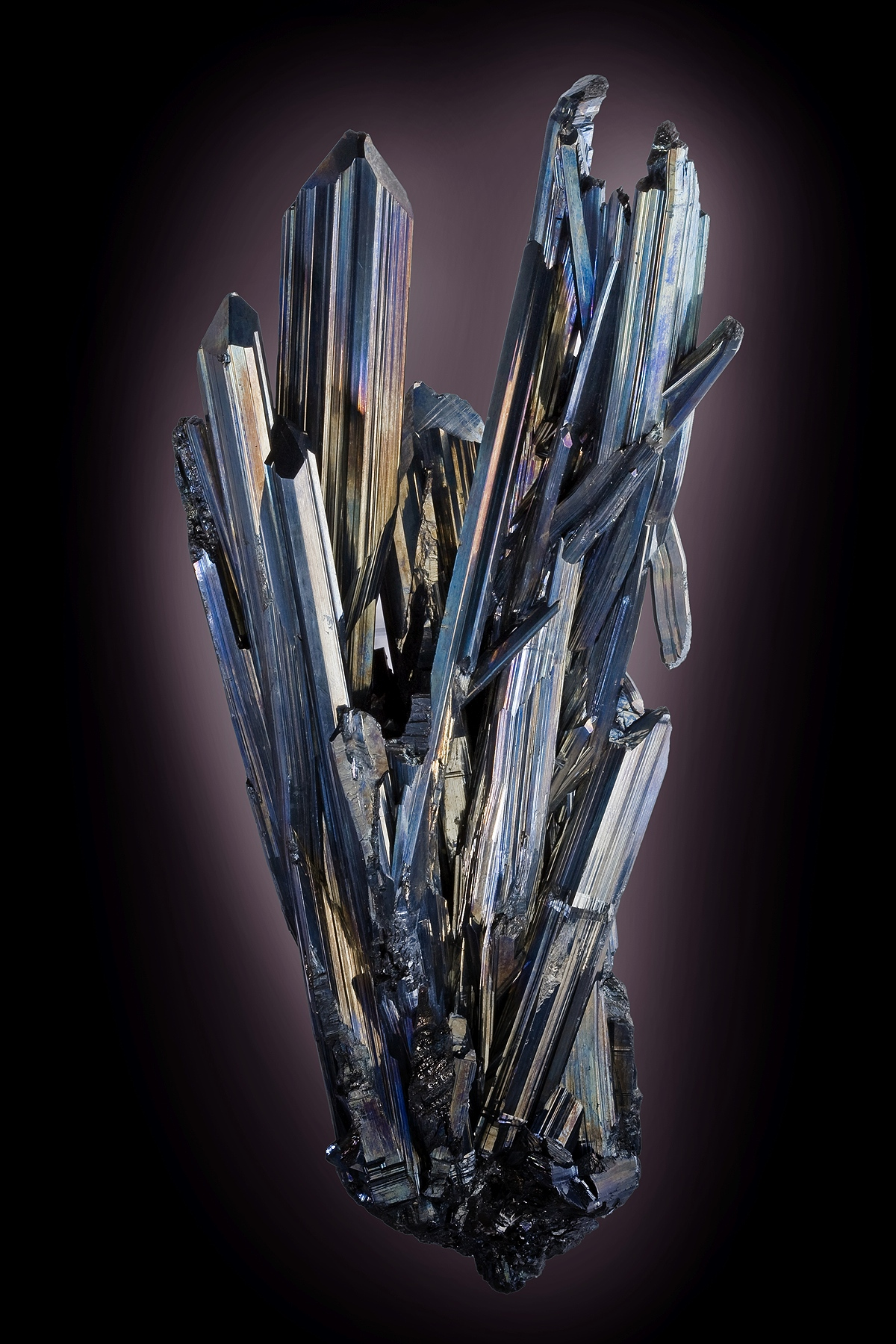
Stibine d'Ichinokawa.
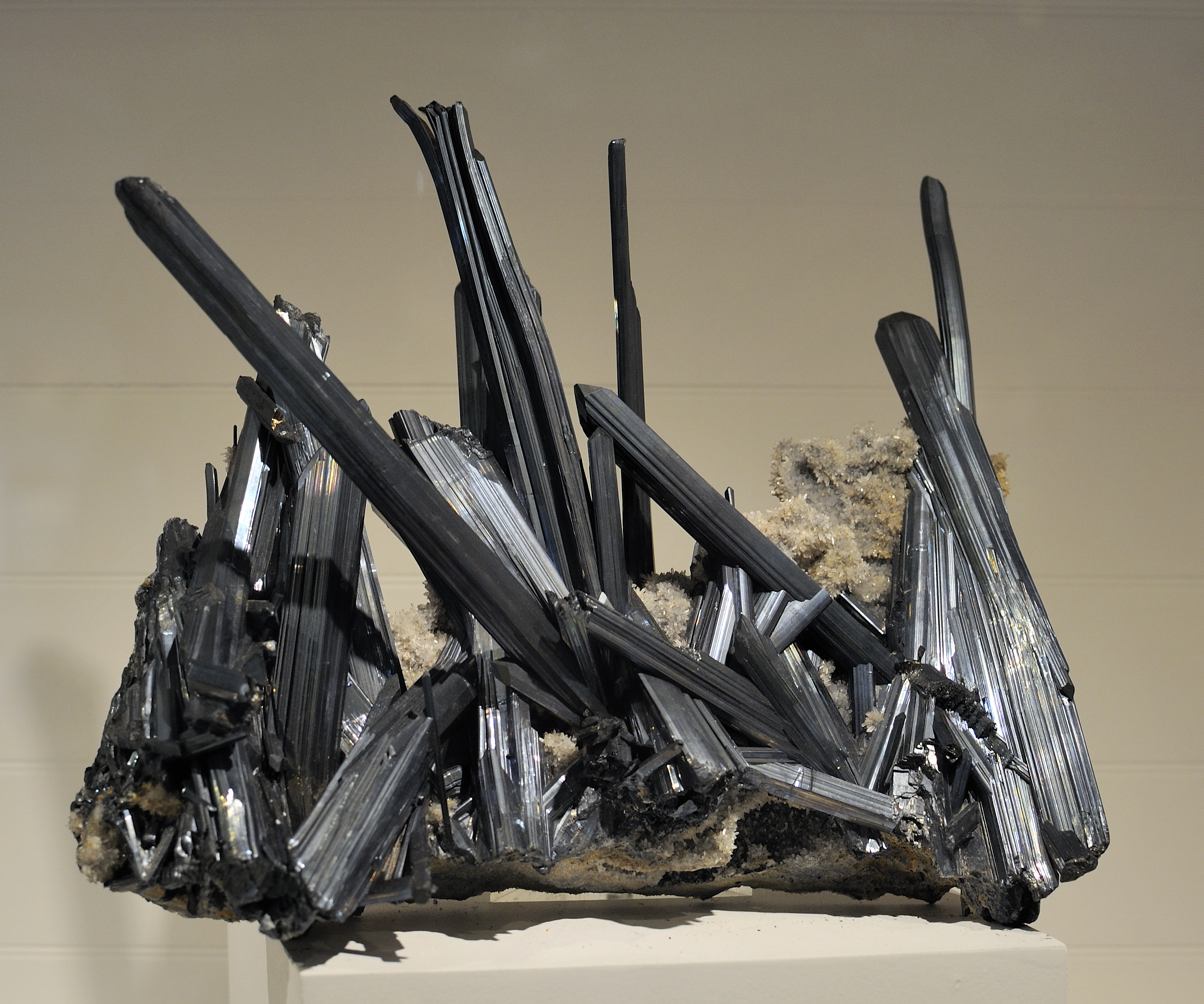
Stibine d'Ichinokawa au musée minéralogique de Harvard.